# Pablo Vila

Propuesta de división comarcal de Cataluña realizada por Pablo Vila en 1931

Pau Vila Dinarés (Pau Vila i Dinarès en catalán) (Sabadell (Barcelona), 29 de junio de 1881 - Barcelona, 16 de agosto de 1980) fue un pedagogo y escritor español que desarrolló investigaciones en el campo de la Geografía, en Cataluña (España), Colombia y Venezuela.

## Biografía
De familia de tejedores, oficio que practicaba una gran parte de su ciudad natal y que el propio Pau Vila ejerció en su juventud, pasó a la enseñanza, cuando en 1902 entró como maestro en el Ateneo de Badalona. En 1905, después de unos contactos frustrados para entrar como docente en la Escuela Moderna de Ferrer Guardia, creó la Fundación Horaciana de Enseñanza, de la que fue director durante varios años. Su primer libro, del que ya se cumplió un siglo de vida, se titulaba Geografía Física y Astronómica: está redactado en forma de diálogo entre un niño y su maestro y se desarrolla describiendo las excursiones que ambos realizaban. En este libro pueden verse las influencias pedagógicas de Rousseau, Pestalozzi y Claparede, su gran amor por la naturaleza y su enorme vocación por la docencia. Pau Vila (o Pablo Vila, como era conocido en Venezuela), era de carácter autodidacto y emprendedor. El decenio siguiente (1910 - 1919) fue decisivo en su orientación. En 1912 dejó la Escuela al ganarse una beca para completar sus estudios en el Instituto Rousseau, de Ginebra (Suiza), donde se diplomó en la École des Sciences de l’Éducation, y donde descubrió a los principales representantes de la escuela geográfica francesa entre ellos, a Paul Vidal de la Blache, Jean Brunhes y otros.
En 1915 viajó a Colombia, donde fue director del Gimnasio Moderno de Bogotá hasta 1918. Al regreso a su Cataluña natal, dirigió varios centros de enseñanza importantes en Barcelona, como la Mutua Escolar Blanquerna. En 1922 realizó un curso de Geografía dictado por el eminente geógrafo Raoul Blanchard, del Instituto de Geografía Alpina de la Universidad de Grenoble, en Francia, curso que vino a completar su formación geográfica, que en gran parte, y tal como se ha señalado, había sido autodidacta. En 1923 se encargó de dictar la cátedra de Geografía en la Escuela Normal de Barcelona. Fue asesor de la Editorial Barcino, donde se publicó su primer libro de Geografía regional: La Cerdanya (1926). Entre 1928 y 1935 se publicaron los 9 tomos de su Resumen de la Geografía de Cataluña, la obra más importante que se había escrito hasta entonces sobre este tema. 
Presidió durante 4 años el Centro Excursionista de Cataluña. Afirmaba que "la Geografía entra por los pies" y predicaba este lema con su ejemplo. Por encargo del gobierno regional de Cataluña, realizó el estudio de ordenamiento territorial titulado La división territorial de Cataluña, en 1936, que todavía tiene vigencia.
Tuvo que exiliarse en 1939, dirigiéndose de nuevo a Colombia, donde fue profesor en la Escuela Normal Superior de Bogotá y donde publicó la Nueva Geografía de Colombia, considerado como el primer libro científico sobre el tema (1945). Al conocer este libro, el presidente Eduardo Santos le dijo a su autor: Usted es responsable de haberme hecho pasar toda una noche en blanco; cogí su libro y lo apuré hasta que salió el sol (). El gobierno colombiano le otorgó la más alta condecoración, la Cruz de Boyacá, por su labor docente y científica.
En 1946, cuando ya había cumplido 65 años, pasó a Venezuela invitado por el Ministerio de Educación para que fundara y dirigiera el Departamento de Ciencias Sociales (ahora, Departamento de Geografía e Historia) del Instituto Pedagógico Nacional, mucho antes de fundarse las Escuelas de Geografía de las Universidades.
Su labor, tanto en el campo de la docencia como en el de la investigación geográfica, llegó a su punto culminante, precisamente, en Venezuela. Obtuvo la ciudadanía venezolana, publicó numerosos artículos científicos y pedagógicos, dirigió numerosos cursos, conferencias, trabajos de campo y excursiones (pese a su avanzada edad), y fue el pedagogo que más hizo por la Geografía en Venezuela. Gran parte de los geógrafos más destacados en Venezuela en la segunda mitad del siglo XX fueron discípulos de Pau Vila y continuaron las rutas por él iniciadas en el campo de la Geografía.
Su obra más destacada en el campo de la investigación académica fue la Geografía de Venezuela, que debía tener tres tomos y de la que solamente se publicaron los dos primeros, aunque continuados con otra obra muy importante en 1969, Visiones geohistóricas de Venezuela, una colección de trabajos monográficos que vino a completar el proyecto inicial de su Geografía la cual, todavía hoy, resulta una obra científica de consulta obligada sobre los temas geográficos de Venezuela (y también históricos).
Desde 1964 alternaba el trabajo de investigación entre Venezuela y Barcelona, adonde se dirigía y donde vivía durante la época de buen tiempo. Pasaba el invierno europeo en Venezuela, donde era muy bien recibido y donde vivían su hijo Marco Aurelio Vila, profesor de Geografía de la U.C.V. (Universidad Central de Venezuela) y sus nietos. En Venezuela se dedicaba a la actividad más reconfortante y útil para un hombre de su talla intelectual: investigar y escribir, en su residencia de la Urbanización Alta Florida, la Quinta Tramontana, nombre que había "trasplantado" de su vida anterior en Cataluña.
Esta emigración anual entre Caracas y Barcelona se mantuvo entre 1964 y 1978, en que por razones de salud, ya no regresó a Venezuela, Sin embargo, se recuperó y siguió trabajando hasta pocos días antes de su muerte, en sus temas favoritos de Geografía Histórica.

## La personalidad de Pablo Vila
Las cualidades más destacadas en la larga carrera científica y docente de Pablo Vila fueron la autodisciplina, su espíritu crítico, el afán de búsqueda de la verdad, su gran capacidad de trabajo, el amor por los países donde vivió y su trato amable y sencillo.
No le bastaba el descubrimiento de nuevas rutas en la investigación y en la enseñanza sino que se veía inmediatamente empujado a divulgarlas y a ponerlas en la práctica, haciendo partícipes a los que estaban cerca de él, de ese amor por el estudio de la Geografía y de la Historia y contagiando a todos su pasión por el trabajo disciplinado y su vocación por la docencia.
Consideraba que en la formación de un educador, el contenido de la enseñanza debía privar sobre la metodología: para hornear un pato necesitamos tener el pato y ninguna de las recetas posibles podría prepararse sin él. Y también: no se puede enseñar lo que no se sabe, uno de sus lemas favoritos que parece no tener mucha vigencia en nuestros días.
Su pensamiento amante de la libertad se manifestaba a través de una pedagogía activa y relevante en cuanto a sus contenidos. Fundó y dirigió numerosas escuelas y actuó como maestro y profesor en todos los niveles educativos. Sin embargo, la gran importancia de su labor geográfica, especialmente a partir de 1924, opacó, en cierta forma, su relevancia como pedagogo. En Venezuela, fue el geógrafo más destacado del país durante muchos años y el fundador de los estudios universitarios en esta disciplina científica en su país de adopción. Un estudio más detallado de su actuación docente de más de 60 años tal vez lograría poner de manifiesto que su labor pedagógica es equivalente, por lo menos, a su labor como geógrafo. De él se ha destacado como sin contar con una cátedra demostró una capacidad extraordinaria para despertar entusiasmos y vocaciones, haciendo honor a su condición de verdadero maestro.
La U.C.V. (Universidad Central de Venezuela) dedicó el número 5 de la revista Terra como homenaje a Pau Vila Dinarés, en el que se incluyeron varios artículos biográficos acerca de su obra escritos por Antonio Luis Cárdenas y Rubén Carpio Castillo (que habían colaborado inicialmente en el primer tomo de la Geografía de Venezuela de don Pablo), Isbelia Sequera de Segnini y otros, además de una bibliografía bastante completa (de 32 páginas), preparada por Montserrat Galera (de la Universidad de Barcelona), de las obras que escribió en su larga y fecunda vida.
En palabras del profesor José Hernán Albornoz, exdirector del Instituto Universitario Pedagógico de Caracas:

## Obra
La simple lectura de la extensa bibliografía de Pablo Vila daría pie para la realización de una investigación acerca de la evolución de la enseñanza y de la Geografía en las primeras ocho décadas del siglo XX. A lo largo de su vida cumplió 80 años de una labor fecunda, tanto en el campo de la investigación geográfica e histórica como en el de la enseñanza. Fue el autor de la división de Cataluña en comarcas, hecha por encargo de la Generalitat catalana en la segunda república española, la Nueva Geografía de Colombia en 1945, su obra monumental Geografía de Venezuela en dos tomos (1960 y 1965), etc. Publicó en total más de una veintena de libros, cerca de 250 opúsculos, artículos y comunicaciones, diez semblanzas, varias crónicas sobre Congresos Internacionales de Geografía, más de 20 artículos sobre la problemática social y cerca de un centenar de reseñas de obras, como se reseña en la Revista Terra N.º 5, en las páginas 145-146.